# Morti nel 2004/Senza giorno specificato
| Questa pagina contiene informazioni ricavate automaticamente dalle voci biografiche con l'ausilio del template Bio e di un bot. L'aggiornamento è periodico e automatico e ricostruisce completamente la pagina. Se manca una persona in questa lista, sei pregato di non aggiungerla, ma accertati piuttosto che la sua voce biografica contenga il template Bio e che i dati anagrafici siano correttamente compilati. Se il template Bio manca, inseriscilo tu stesso o, in alternativa, metti l'avviso {{tmp\|Bio}} che ne segnala la mancanza. Se i dati riportati sono sbagliati, correggi direttamente la voce biografica; le modifiche saranno visibili in questa lista entro pochi giorni. Per chiarimenti vedi il progetto biografie. La lista contiene solo le 56 persone che sono citate nell'enciclopedia e per le quali è stato implementato correttamente il template Bio. Pagina aggiornata al 2 ago 2025. |

- Carmelina Alberino, pittrice italiana (n. 1920)
- Elio Altamura, scenografo italiano (n. 1929)
- Nedo Azzini, scenografo e costumista italiano (n. 1921)
- Terje Bakken, musicista norvegese (n. 1978)
- Francesco Barrera, politico e giornalista italiano (n. 1935)
- Giandomenico Belotti, designer e architetto italiano (n. 1922)
- Martha Boto, pittrice argentina (n. 1925)
- Fabiano Brambilla, calciatore italiano (n. 1957)
- Ermanno Bronzini, biologo italiano (n. 1914)
- Luigia Camaioni, psicologa e scrittrice italiana (n. 1947)
- Dandolo Candalés, calciatore e pittore uruguaiano (n. 1919)
- Renato Cervati, calciatore italiano (n. 1920)
- Arnoldo Ciarrocchi, incisore e pittore italiano (n. 1916)
- Mario Costa Cardol, giornalista, scrittore e storico italiano (n. 1925)
- Jiří Čtyřoký, cestista cecoslovacco (n. 1911)
- Dino Dainelli, matematico e informatico italiano (n. 1918)
- Eldino Danelutti, calciatore e allenatore di calcio italiano (n. 1924)
- Aleksandr Derëmov, calciatore sovietico (n. 1949)
- Werner Emser, calciatore tedesco (n. 1920)
- Lorenzo Focolari, giornalista e politico italiano (n. 1918)
- Cesare Federico Goffis, filologo, critico letterario e storico della letteratura italiano (n. 1910)
- Irving Gould, imprenditore canadese (n. 1920)
- Letizia Giss, attrice e ballerina italiana (n. 1920)
- Max Hetzel, inventore svizzero (n. 1921)
- Vincenzo Iaquinta, ex calciatore italiano (n. 1979)
- Giampiero Iatteri, astronomo italiano (n. 1941)
- Bradford Kelly, chitarrista australiano
- Lennox Kilgour, sollevatore trinidadiano (n. 1927)
- Kujtim Laro, compositore albanese (n. 1947)
- Antonio Lionetti, allenatore di calcio e calciatore italiano (n. 1926)
- María Ester López, cestista paraguaiana (n. 1934)
- Giuseppe Malerbi, calciatore italiano (n. 1911)
- Petar Manola, calciatore e allenatore di calcio jugoslavo (n. 1918)
- Margarita Mikaėljan, regista sovietica (n. 1927)
- Luigi Monteleone, scrittore italiano (n. 1920)
- Anna Municchi, giornalista, fotografa e scrittrice italiana (n. 1944)
- Enrico Pasquali, fotografo italiano (n. 1923)
- Fernando Pieruccetti, pittore, disegnatore e fumettista brasiliano (n. 1910)
- Wandrè, liutaio italiano (n. 1926)
- Eric Probert, calciatore inglese (n. 1952)
- Ismail Rafaat, calciatore egiziano (n. 1912)
- Ludwig Karl Ratschiller, antifascista italiano (n. 1921)
- Taisto Ravantti, cestista finlandese (n. 1932)
- Silvana Rocco, cestista italiana (n. 1920)
- Saul Rosenzweig, psicologo statunitense (n. 1907)
- Arturo Ruffa, cestista e allenatore di pallacanestro argentino (n. 1926)
- Saizō Saitō, calciatore giapponese (n. 1908)
- Jovan Šajnović, direttore d'orchestra serbo (n. 1924)
- Nicola Scafidi, fotografo e fotoreporter italiano (n. 1925)
- Margarete Weisenborn, scrittrice e cantante tedesca (n. 1914)
- Natal'ja Smirnickaja, giavellottista sovietica (n. 1927)
- Antonio Sottosanti, attivista e militare italiano (n. 1928)
- Ladislav Trpkoš, cestista e allenatore di pallacanestro cecoslovacco (n. 1915)
- Maurizio Vignola, medico italiano (n. 1964)
- Barry Wilkinson, calciatore inglese (n. 1935)
- Antonio Zagari, mafioso italiano (n. 1954)